# Jaquimeyes
Jaquimeyes är en kommun i Dominikanska republiken.   Den ligger i provinsen Barahona, i den sydvästra delen av landet, 130 km väster om huvudstaden Santo Domingo. Antalet invånare i kommunen är cirka 4 500.
Terrängen runt Jaquimeyes är huvudsakligen platt, men åt nordost är den kuperad. Runt Jaquimeyes är det ganska tätbefolkat, med 104 invånare per kvadratkilometer. Närmaste större samhälle är Santa Cruz de Barahona, 13,1 km sydost om Jaquimeyes. Omgivningarna runt Jaquimeyes är en mosaik av jordbruksmark och naturlig växtlighet.